# Rumah Rih
Rumah Rih is een bestuurslaag in het regentschap Deli Serdang van de provincie Noord-Sumatra, Indonesië. Rumah Rih telt 559 inwoners (volkstelling 2010).